# Pour tout l'or de l'Alaska
Pour plus de détails, voir Fiche technique et Distribution.
Pour tout l'or de l'Alaska (Goldrush: A Real Life Alaskan Adventure) est un téléfilm américain de Walt Disney Television de 1998 réalisé par John Power. 

## Synopsis
Le film se passe en 1899 et tourne autour d'Ella, une jeune fille de la haute société, qui se lance dans la "ruée vers l'or" avec un groupe d'hommes. Tandis qu'elle travaille et cherche à se faire accepter, elle risque sa vie à plusieurs reprises et tombe amoureuse d'un des aventuriers qui l'accompagne.

## Fiche technique
- Titre : Pour tout l'or de l'Alaska
- Titre original : Goldrush: A Real Life Alaskan Adventure
- Réalisation : John Power
- Scénario : Jacqueline Feather et David Seidler
- Direction artistique : Eric Fraser
- Décors : Michael S. Bolton
- Costume : Maya Mani
- Image : Laszlo George
- Musique : Richard Marvin
- Montage : Scott Vickrey
- Producteur : Fitch Cady
- Pays : États-Unis
- Langue : Anglais
- Genre : Aventure
- Durée : 89 min.
- Date de diffusion :  États-Unis - 8 mars 1998 -  Canada - 22 décembre 1999 (video)

## Distribution
- Alyssa Milano - Frances Ella 'Fizzy' Fitz
- Bruce Campbell - Pierce Thomas 'PT' Madison
- Stan Cahill - Ed Hawkins
- Tom Scholte - Monte Marks
- William Morgan Sheppard - Whiskers (comme W. Morgan Sheppard)
- Jerry Wasserman - Fisher